# Rajon Drybin

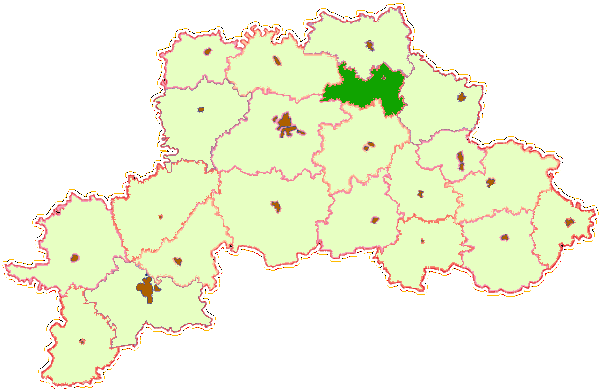
Rajon Drybin, Karte

Der Rajon Drybin (belarussisch Дрыбінскі раён; Дрибинский район) ist eine Verwaltungseinheit in der Mahiljouskaja Woblasz in Belarus mit dem administrativen Zentrum in der Siedlung städtischen Typs Drybin. Die Fläche des Rajons beträgt 800 km².

## Geographie
Der Rajon Drybin liegt im nördlichen Teil der Mahiljouskaja Woblasz. Die Nachbarrajone sind im Norden Horki, im Südosten Mszislau, im Süden Tschawussy, im Südwesten Mahiljou und im Westen Schklou.